# Барон Нанбёрнхолм
Барон Нанбёрнхолм из Кингстон-апон-Халла — наследственный титул в системе Пэрства Соединенного Королевства. Он был создан 16 января 1906 года для английского судовладельца и либерального политика Чарльза Уилсона (1833—1907). Ранее он представлял в Палате общин Великобритании Кингстон-апон-Халл (1874—1885) и Западный Кингстон-апон-Халл (1885—1906). Его сын, Чарльз Генри Уэлсли Уилсон, 2-й барон Нанбёрнхолм (1875—1924), также заседал в Палате общин от Западного Кингстон-апон-Халла (1906—1907) и служил лордом-лейтенантом Восточного Йоркшира (1908—1924). Баронский титул передавался от отца к старшему сыну до смерти в 1998 году Бена Чарльза Уилсона, 4-го барона Нанбёрнхолма (1828—1998). Ему наследовал его младший брат, Чарль Томас Уилсон, 5-й барон Нанбёрнхолм (1935—2000),
По состоянию на 2024 год носителем баронского титула являлся сын последнего, Стивен Чарльз Уилсон, 6-й барон Нанбёрнхолм (род. 1973), который стал преемником своего отца в 2000 году.

## Бароны Нанбёрнхолм (1906)
- 1906—1907: Чарльз Генри Уилсон, 1-й барон Нанбёрнхолм (22 апреля 1833 — 28 октября 1907), седьмой сын судовладельца Томаса Уилсона (1792—1869)[1];
- 1907—1924: Чарльз Генри Уэлсли Уилсон, 2-й барон Нанбёрнхолм (24 января 1875 — 15 августа 1924), старший сын предыдущего[2];
- 1924—1974: Чарльз Джон Уилсон, 3-й барон Нанбёрнхолм (25 апреля 1904 — 1 января 1974), стаиший сын предыдущего[3];
- 1974—1998: Майор Бен Чарльз Уилсон, 4-й барон Нанбёрнхолм (16 июля 1928 — 28 июля 1998), старший сын предыдущего от первого брака[4];
- 1998—2000: Чарльз Томас Уилсон, 5-й барон Нанбёрнхолм (27 мая 1935 — 20 ноября 2000), младший брат предыдущего[5];
- 2000 — настоящее время: Стивен Чарльз Янат Уилсон, 6-й барон Нанбёрнхолм (род. 29 ноября 1973), единственный сын предыдущего[6];
  - Наследник титула: достопочтенный Чарльз Тайо Кристобаль Уилсон (род. 14 сентября 2002), старший сын предыдущего.